# Féchain

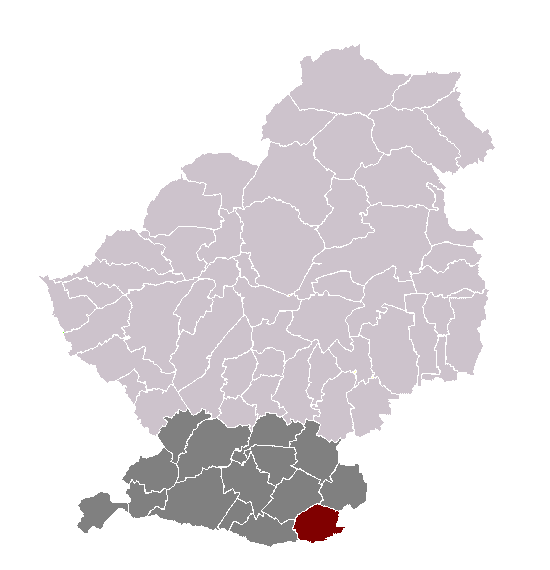
Féchain

Féchain és un municipi francès, situat a la regió dels Alts de França, al departament del Nord. L'any 2006 tenia 1.836 habitants. Limita al nord-est amb Marcq-en-Ostrevent, a l'est amb Wasnes-au-Bac, al sud amb Hem-Lenglet, al sud-oest amb Fressies, a l'oest amb Aubigny-au-Bac i al nord-oest amb Fressain.

## Demografia
| Evolució de la població INSEE |      |      |       |       |       |       |       |       |
| 1793                          | 1800 | 1806 | 1821  | 1831  | 1836  | 1841  | 1846  | 1851  |
| 785                           | 844  | 928  | 1 057 | 1 110 | 1 155 | 1 126 | 1 138 | 1 147 |

| 1856  | 1861  | 1866  | 1872  | 1876  | 1881  | 1886  | 1891  | 1896  |
| ----- | ----- | ----- | ----- | ----- | ----- | ----- | ----- | ----- |
| 1 155 | 1 219 | 1 275 | 1 336 | 1 380 | 1 372 | 1 373 | 1 378 | 1 328 |

| 1901  | 1906  | 1911  | 1921  | 1926  | 1931  | 1936  | 1946  | 1954  |
| ----- | ----- | ----- | ----- | ----- | ----- | ----- | ----- | ----- |
| 1 282 | 1 260 | 1 292 | 1 180 | 1 278 | 1 300 | 1 293 | 1 289 | 1 295 |

| 1962  | 1968  | 1975  | 1982  | 1990  | 1999  | 2006 | 2011 | 2016 |
| ----- | ----- | ----- | ----- | ----- | ----- | ---- | ---- | ---- |
| 1 402 | 1 419 | 1 515 | 1 842 | 1 762 | 1 871 | -    | -    | -    |

| 2019 | - | - | - | - | - | - | - | - |
| ---- | - | - | - | - | - | - | - | - |
| -    | - | - | - | - | - | - | - | - |

## Administració
| Període   | Identitat           | Partit |
| --------- | ------------------- | ------ |
| 1884-1902 | Antoine Tétar       |        |
| 1902-1919 | Alphonse Villette   |        |
| 1919-1933 | Pierre-Hubert Dupas |        |
| 1933-1944 | Angélus Dupas       |        |
| 1944-1953 | Léon Herlaut        |        |
| 1953-1959 | Achille Moret       |        |
| 1959-1963 | Léon Herlaut        |        |
| 1963-1965 | Edmond Boulanger    |        |
| 1965-1995 | Henry Datichy       |        |
| 1995-     | Alain Wallart       |        |